# كيت وايت
كيت وايت (بالإنجليزية: Kate White)‏ (3 سبتمبر 1951، غلينز فولز في الولايات المتحدة)؛ صحفية وروائية أمريكية. درست في كلية الاتحاد.